# Dichopetala tauriformis
Dichopetala tauriformis är en insektsart som beskrevs av Rehn, J.A.G. och Morgan Hebard 1914. Dichopetala tauriformis ingår i släktet Dichopetala och familjen vårtbitare. Inga underarter finns listade i Catalogue of Life.